# Soueich
Soueich é uma comuna francesa na região administrativa de Occitânia, no departamento de Alta Garona. Estende-se por uma área de 11,33 km². Em 2010 a comuna tinha 542 habitantes (densidade: 47,8 hab./km²).